# Pfarrkirche Rohrbach bei Ziersdorf

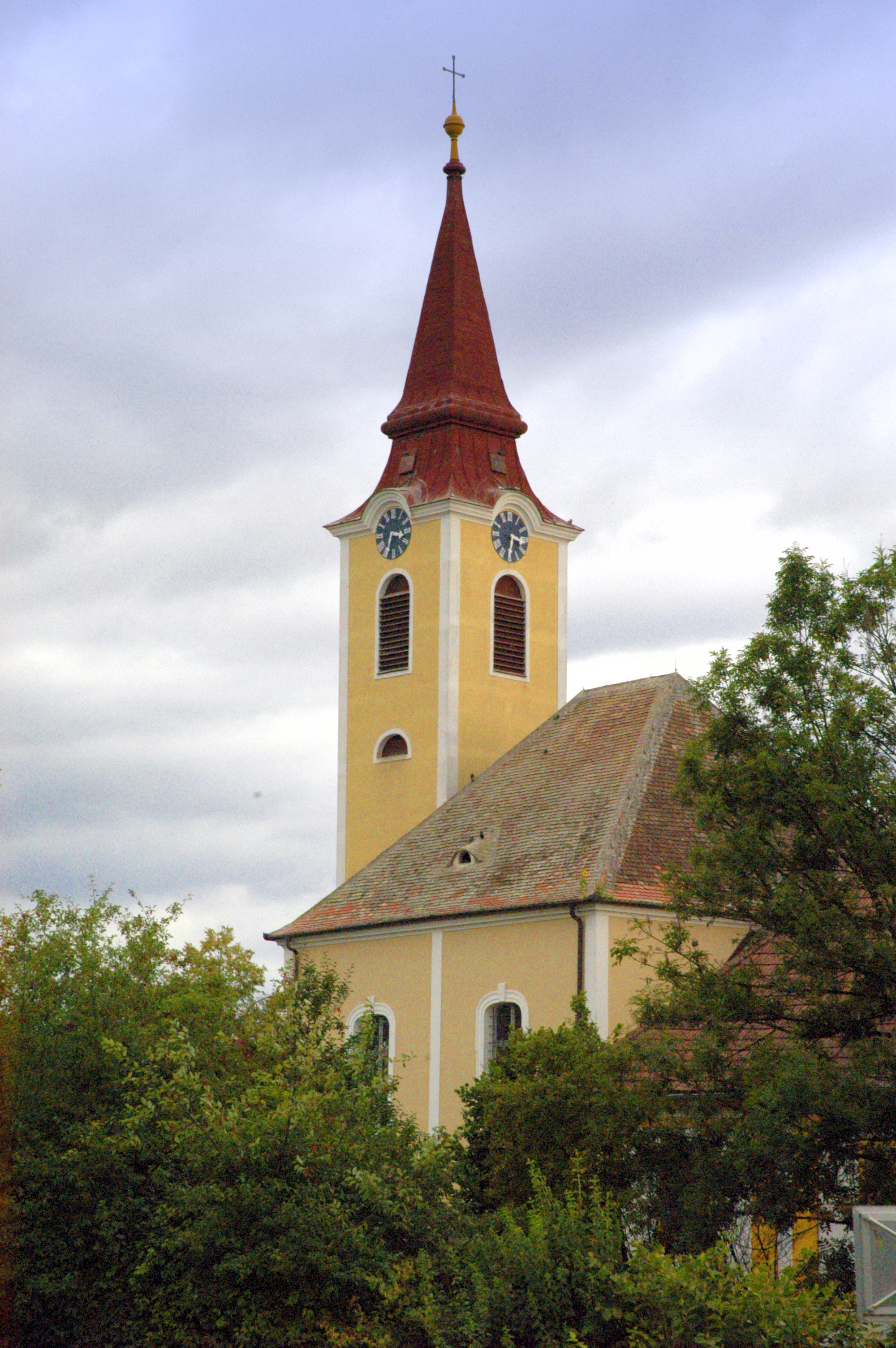
Katholische Pfarrkirche hl. Andreas in Rohrbach bei Ziersdorf

Die römisch-katholische Pfarrkirche Rohrbach steht in der Ortschaft Rohrbach in der Marktgemeinde Ziersdorf im Bezirk Hollabrunn in Niederösterreich. Die dem Patrozinium hl. Andreas unterstellte Pfarrkirche gehört zum Dekanat Großweikersdorf im Vikariat Unter dem Manhartsberg der Erzdiözese Wien. Die Kirche steht unter Denkmalschutz (Listeneintrag).

## Geschichte
Die Pfarre wurde erstmals im Jahr 1354 in einer Urkunde erwähnt. Im 15. Jahrhundert wurde auf dem ursprünglich romanischen Teil die gotische Kirche errichtet. An der Wende des 17./18. Jahrhunderts wurde sie in eine barocke Saalkirche umgebaut. 1758 war der Umbau nach den Plänen von Mathias Gerl vollendet.

## Architektur
Die wohl im Kern romanische Kirche mit einem gotischen Chor und Westturm steht barockisiert in einem ehemaligen Kirchhof.
Das Kirchenäußere zeigt ein annähernd quadratisches Langhaus mit einer beachtlichen barocken Erhöhung mit kubischen Proportionen, an der Westwand ist in der Höhe des Kernbaues eine Abstufung erkennbar, die Westfront hat niedrige Eckstrebepfeiler, die Fenster sind flachbogig. Der vorgestellte und etwas eingestellte Westturm ist durch eine einheitliche Faschen- und Gesimsgliederung mit der Westfront zusammengeführt, der barocke Aufsatz hat Rundbogenschallfenster und Uhrengiebel und trägt einen Pyramidenhelm. Der stark eingezogene gotische einjochige Chor hat einen Fünfachtelschluss, er hat abgetreppte Strebepfeiler, die Spitzbogenfenster am Polygon mit Maßwerkresten sind vermauert, der Chor hat seitlich barocke flachbogige Fenster. Im nördlichen Chorwinkel steht eine polygonale Kapelle mit vermauerten Lanzettfenster aus dem 14. Jahrhundert, im südlichen Chorwinkel steht ein zweigeschoßiger Sakristei- und Oratoriumsanbau.
Das Kircheninnere zeigt einen einspringenden Westturm, das zweijochige Langhaus und der Chor haben Stichkappentonnen mit Putzschnittspiegeln über Gurtbögen auf Pilastern, im Langhaus mit verdoppelten Vorlagen an mächtigen Wandpfeilern. Der stark eingezogene Triumphbogen ist durch Gesimse verklammert. Die Orgelempore auf Säulen mit einem vorschwingenden Mittelteil entstand um 1720/1740. Die nördliche Chorkapelle ist ein Fünfachtelschluss aus dem 14. Jahrhundert und hat ein Kreuzrippengewölbe auf Faltkonsolen und einen Rosettenschlussstein sowie ein abgefastes Rundbogenportal zum Chor.

## Ausstattung
Die Einrichtung entstand um 1740. Der den Chorschluss einnehmende Hochaltar hat eine konkave Säulenarchitektur und einen geschwungenen Volutenauszug, er zeigt das Altarblatt Martyrium des hl. Andreas und trägt die Seitenfiguren der Heiligen Karl Borromäus und Johannes Nepomuk, der Altartisch mit einem Tabernakel steht frei, im Umgang befindet sich ein Beichtstuhl.
Die klassizistische Orgel mit 7 Registern entstand um 1840 wohl durch Franz Ullmann.

## Grabdenkmäler
Außen
- Sandsteingrabsteine mit Reliefs aus dem 18. Jahrhundert, mit Darstellungen der Dreifaltigkeit, Maria Immaculata, Arme Seelen
- Priestergrabstein von 1771 in den Formen des Rokoko, mit Auferstandenem und Allegorien von Spes und Ecclesia